# Quizizz
Quizizz là một công ty phần mềm giáo dục có trụ sở chính tại Bengaluru, Ấn Độ. Nó là một nền tảng trò chơi hóa việc học. Phần mềm được sử dụng trong lớp học, bài tập nhóm, đánh giá trước khi kiểm tra, đánh giá hình thành và câu đố pop.